# Arsenal Toula
Pour les articles homonymes, voir Arsenal (homonymie).
Maillots
L’Arsenal Toula (en russe : « Арсенал » Тула) est un club de football russe basé à Toula.
Fondé en 1925 sous le nom Oroujzavod, il devient en 1936 le Zénith et intègre la troisième division soviétique en 1946, où il évolue en alternance avec quelques passages au deuxième échelon jusqu'à la chute de l'Union soviétique en 1991. Entrant dans le troisième échelon russe en 1992, il y évolue jusqu'à la saison 1997 qui le voit remporter son groupe et accéder à la deuxième division. Après des débuts prometteurs, les performances de l'équipe retombent progressivement, amenant à sa relégation en 2001. Après deux années en troisième division, le club fait son retour au deuxième niveau en 2004 mais est obligé de se retirer à l'issue de la saison pour des raisons financières. Ces mêmes problèmes amènent à sa disparition en 2006 puis à sa refondation en championnat amateur l'année suivante.
Retrouvant les divisions professionnelles en 2012, l'Arsenal connaît une remontée fulgurante, remportant son groupe de troisième division en 2013 avant de finir vice-champion de deuxième division l'année suivante. Il découvre ainsi la première division russe pour la première fois de son histoire lors de la saison 2014-2015, étant cependant relégué directement à l'issue de la saison. Promu à nouveau dès l'exercice suivant, le club parvient cette fois à se maintenir de manière plus durable, obtenant notamment une place de septième en 2018, avant de finalement redescendre quatre ans plus tard.
L'Arsenal évolue dans le stade éponyme, d'une capacité de 20 074 places depuis la fin des années 1950. Ses couleurs habituelles sont le rouge et le jaune. Son nom actuel provient du Toulski Oroujeïny Zavod, c'est-à-dire l'arsenal de Toula. Ses joueurs sont notamment surnommés les Kanoniry (les Canonniers), les Pouchkari (les Artilleurs) ou encore les Oroujeïniki (les Armuriers)

## Histoire

### Premières années (1946-2012)
Le club est fondé en 1925 à l'usine de fabrication d'armes de Toula sous le nom Oroujzavod et évolue alors à l'échelon local. Il devient en 1936 le Zénith et remporte notamment le championnat de l'oblast de Toula en 1939 et 1940, il dispute par ailleurs l'édition 1938 de la Coupe d'Union soviétique, où il est éliminé dès le premier tour de qualification par l'équipe réserve du Lokomotiv Moscou. Il intègre finalement la troisième division soviétique en 1946, terminant à la cinquième place du groupe Centre avant de se retirer lors des deux saisons suivantes. Après un bref retour en deuxième division lors de la saison 1949, l'équipe évolue au niveau amateur jusqu'en 1959, année qui le voit retrouver à nouveau la deuxième division sous le nom Troud. Elle se maintient par la suite entre la deuxième et la troisième division jusqu'à la disparition de l'Union soviétique à l'issue de la saison 1991, adoptant successivement les noms Chakhtior (1962-1963), Metallourg (1964-1974), Machinostroïtel (1975-1979), TOZ (1980-1983) avant de prendre finalement l'appellation Arsenal à partir de la saison 1984.
Intégré à la nouvelle troisième division russe en 1992, l'Arsenal évolue à cet échelon durant six saisons avant de remporter le groupe Ouest en 1997 et d'accéder à la deuxième division. La première saison est très réussie, l'équipe étant notamment portée par le buteur brésilien Andradina qui inscrit 27 buts en championnat et permet au club d'atteindre la cinquième place. Cette performance n'est cependant pas répétée par la suite, les Canonniers terminant neuvième l'année suivante avant de chuter progressivement jusqu'à leur relégation à l'issue de la saison 2001 après avoir fini seizième.
Pour son retour au troisième échelon, l'Arsenal atteint la deuxième place du groupe Ouest avec près de trente-et-un points de retard sur le Baltika Kaliningrad qui domine complètement les débats avec un total de 108 points. Avec la montée du Baltika, le club domine à son tour le groupe lors de la saison 2003, terminant premier avec 83 points, soit vingt d'avance sur son dauphin le Dinamo Vologda, et retrouve le deuxième échelon. Terminant treizième en 2004, le club est cependant en butte à des difficultés financières qui le poussent à être volontairement rétrogradé en troisième division. Ses ennuis se poursuit par la suite et l'équipe est dissoute à l'issue de la saison 2006. Elle est par la suite reformée en quatrième division, prenant part au groupe Tchernozem jusqu'en 2012.

### Montée en première division (depuis 2012)

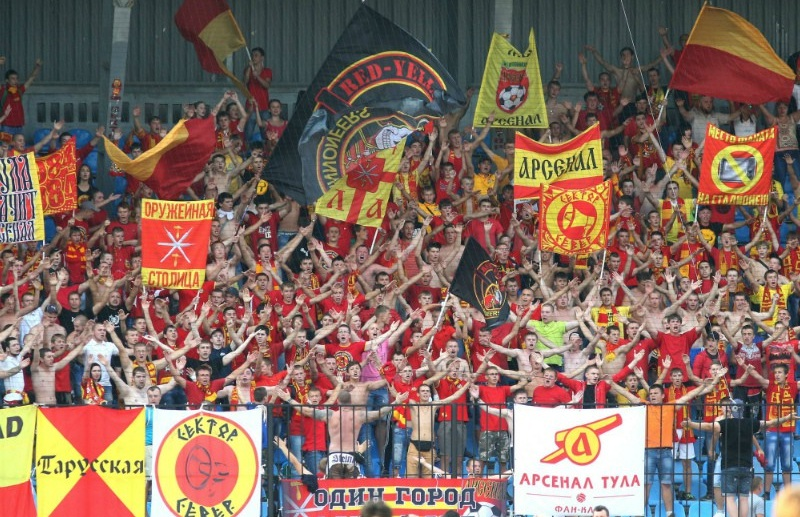
Les supporters de l'Arsenal en août 2014.

L'Arsenal obtient en juin 2012 une licence professionnelle lui permettant de retrouver la troisième division pour la saison 2012-2013 en intégrant le groupe Centre. Emmené par l'entraîneur Dmitri Alenitchev, l'équipe termine facilement première à l'issue de la saison, obtenant 73 points en trente journées, dix de plus que son dauphin le Fakel Voronej et n'étant battu qu'une seule fois. Elle continue sur sa lancée la saison suivante en terminant deuxième de la deuxième division à l'issue de la saison 2013-2014, lui permettant d'être promu en première division pour la première fois de son histoire. Son premier passage dans l'élite est cependant très difficile, l'Arsenal passant la saison dans les places de relégation et finissant dernier avec vingt-cinq points, tandis qu'Alenitchev quitte le club à l'issue de la saison pour rejoindre le Spartak Moscou.
De retour en deuxième division, le club remonte très vite la pente, terminant à nouveau second à l'issue de la saison 2015-2016 et retrouvant immédiatement la première division. Luttant une nouvelle fois pour son maintien, l'Arsenal parvient cette fois à terminer quatorzième et à se qualifier pour les barrages de relégation. Opposé au Ienisseï Krasnoïarsk, les Canonniers sont dans un premier temps battu à Krasnoïarsk sur le score de 2-1 avant de l'emporter chez eux 1-0, assurant leur maintien par la règle des buts marqués à l'extérieur. Entraîné par le Monténégrin Miodrag Božović pour la saison 2017-2018, et notamment renforcé par la suite par le prêt d'Artyom Dziouba en deuxième moitié de championnat, le club réalise une très bonne saison qui le voit assurer aisément son maintien et même lutter pour les places européennes, terminant septième à un point d'une éventuelle qualification en Ligue Europa.
Après le retrait de Božović à l'issue de la saison, il est remplacé par Oleg Kononov pour l'exercice 2018-2019, qui quitte lui aussi l'équipe en novembre 2018 pour rejoindre le Spartak Moscou. Sa place est alors prise par Igor Tcherevtchenko, qui amène quelques mois plus tard l'équipe en demi-finale de la Coupe de Russie pour la première fois de son histoire, bien qu'elle soit finalement battue à ce stade par l'Oural Iekaterinbourg. En parallèle en championnat, il amène l'équipe à une série de onze matchs sans défaites entre décembre 2018 et mai 2019 qui lui permet d'accrocher la sixième place du classement en fin de saison.
La victoire ultérieure du Lokomotiv Moscou en coupe rend cette position éligible à la Ligue Europa 2019-2020, ce qui permet à l'Arsenal de se qualifier pour la première compétition européenne de son histoire. Il y connaît cependant un passage très bref, étant éliminé d'entrée au deuxième tour de qualification par le Neftchi Bakou sur le large score de 4-0. Par contraste, les débuts en championnat sont quant à eux bien plus positifs tandis que le club se place une nouvelle fois comme prétendant aux qualifications européennes en se classant sixième au moment de la trêve hivernale. Cependant, de mauvais résultats à la reprise le font retomber dans le milieu de classement, tandis que Tcherevtchenko est renvoyé au début du mois de juillet 2020 et remplacé par Sergueï Podpaly pour la fin de saison. Celui-ci amène ensuite le club à la huitième position avant d'être prolongé pour l'exercice suivant.
Podpaly ne reste finalement en fonction que quelques mois supplémentaires avant d'être remplacé par Dmytro Parfenov dès le début du mois de novembre. Sous ses ordres, le club termine la saison en quatorzième position, à un point de la descente. Des débuts décevants lors de l'exercice 2021-2022 amènent à un nouveau changement d'entraîneur avec le retour de Miodrag Božović au début du mois de septembre 2021. Cette arrivée ne permet pas de redresser l'équipe dont les performances demeurent médiocres tout au long de la saison et assurant sa descente en deuxième division avec un match restant après six années dans l'élite.
Pour ce retour à l'échelon inférieur, l'équipe première est confiée à Oleg Kononov qui effectue son retour quatre ans après son départ.

## Bilan sportif

### Palmarès
| Compétitions russes | Compétitions internationales                            | Compétitions soviétiques |
| - Championnat de Russie - Sixième : 2019. - Coupe de Russie - Demi-finaliste : 2019. - Championnat de Russie de deuxième division - Vice-champion : 2014 et 2016. - Coupe PFL (1) - Vainqueur : 2003. - Championnat de Russie de troisième division - Vainqueur de groupe : 1997, 2003 et 2013. | - Ligue Europa - Deuxième tour de qualification : 2019. | - Coupe d'Union soviétique - Seizième de finaliste : 1970. - Championnat d'Union soviétique de deuxième division - Cinquième : 1969 . - Championnat d'Union soviétique de troisième division - Deuxième : 1966, 1971 et 1986. |

### Classements en championnat
La frise ci-dessous résume les classements successifs du club en championnat d'URSS.
La frise ci-dessous résume les classements successifs du club en championnat de Russie.

### Bilan par saison
Légende
- Promotion en division supérieure
- Relégation en division inférieure

#### Période soviétique
| Saison    | Championnat          | Championnat          | Championnat          | Championnat          | Championnat          | Championnat          | Championnat          | Championnat          | Championnat          | Championnat          | Coupe d'URSS          |
| Saison    | Division             | Pos                  | Pts                  | J                    | V                    | N                    | D                    | BP                   | BC                   | Diff                 | Coupe d'URSS          |
| --------- | -------------------- | -------------------- | -------------------- | -------------------- | -------------------- | -------------------- | -------------------- | -------------------- | -------------------- | -------------------- | --------------------- |
| 1938      | Championnat local    | Championnat local    | Championnat local    | Championnat local    | Championnat local    | Championnat local    | Championnat local    | Championnat local    | Championnat local    | Championnat local    | Premier tour Q        |
| 1939-1945 | Championnat local    | Championnat local    | Championnat local    | Championnat local    | Championnat local    | Championnat local    | Championnat local    | Championnat local    | Championnat local    | Championnat local    | —                     |
| 1946      | 3e Centre            | 5e                   | 16                   | 16                   | 8                    | 0                    | 8                    | 49                   | 66                   | -11                  | —                     |
| 1947-1948 | Championnat local    | Championnat local    | Championnat local    | Championnat local    | Championnat local    | Championnat local    | Championnat local    | Championnat local    | Championnat local    | Championnat local    | —                     |
| 1949      | 2e Russie 4          | 13e                  | 17                   | 26                   | 6                    | 5                    | 15                   | 36                   | 66                   | -30                  | Premier tour Q        |
| 1950-1958 | Championnat régional | Championnat régional | Championnat régional | Championnat régional | Championnat régional | Championnat régional | Championnat régional | Championnat régional | Championnat régional | Championnat régional | Championnat régional  |
| 1959      | 2e Zone 2            | 13e                  | 18                   | 28                   | 5                    | 8                    | 15                   | 26                   | 44                   | -18                  | —                     |
| 1960      | 2e Zone 1            | 8e                   | 28                   | 30                   | 11                   | 6                    | 13                   | 39                   | 43                   | -4                   | Quarts de finale Q    |
| 1961      | 2e Zone 1            | 6e                   | 28                   | 24                   | 11                   | 6                    | 7                    | 36                   | 22                   | +14                  | Demi-finales Q        |
| 1962      | 2e Zone 1            | 10e                  | 30                   | 32                   | 11                   | 8                    | 13                   | 32                   | 45                   | -13                  | Huitièmes de finale Q |
| 1963      | 3e Russie 1          | 11e                  | 26                   | 30                   | 9                    | 8                    | 13                   | 30                   | 35                   | -5                   | Huitièmes de finale Q |
| 1964      | 3e Russie 2          | 12e                  | 28                   | 32                   | 8                    | 12                   | 12                   | 31                   | 38                   | -7                   | Finale Q              |
| 1965      | 3e Russie 1          | 9e                   | 35                   | 34                   | 11                   | 13                   | 10                   | 38                   | 24                   | +14                  | —                     |
| 1966      | 3e Russie 1          | 2e                   | 43                   | 32                   | 15                   | 13                   | 4                    | 33                   | 15                   | +18                  | Quarts de finale Q    |
| 1967      | 2e Groupe 2          | 13e                  | 36                   | 38                   | 9                    | 18                   | 11                   | 26                   | 35                   | -9                   | Demi-finales Q        |
| 1968      | 2e Groupe 1          | 14e                  | 34                   | 40                   | 9                    | 16                   | 15                   | 31                   | 40                   | -9                   | 128es de finale       |
| 1969      | 2e Groupe 1          | 5e                   | 43                   | 38                   | 12                   | 19                   | 7                    | 36                   | 25                   | +11                  | 128es de finale       |
| 1970      | 3e Zone 2            | 4e                   | 53                   | 42                   | 21                   | 11                   | 10                   | 80                   | 38                   | +42                  | Seizièmes de finale   |
| 1971      | 3e Zone 2            | 2e                   | 77                   | 38                   | 23                   | 8                    | 7                    | 58                   | 28                   | +30                  | —                     |
| 1972      | 3e Zone 2            | 12e                  | 46                   | 38                   | 12                   | 10                   | 16                   | 47                   | 51                   | -4                   | —                     |
| 1973      | 3e Zone 3            | 16e                  | 19                   | 34                   | 7                    | 8                    | 19                   | 37                   | 61                   | -24                  | —                     |
| 1974      | 3e Zone 2            | 10e                  | 41                   | 40                   | 15                   | 11                   | 14                   | 42                   | 51                   | -9                   | —                     |
| 1975      | 3e Zone 3            | 19e                  | 28                   | 38                   | 9                    | 10                   | 19                   | 29                   | 51                   | -22                  | —                     |
| 1976      | 3e Zone 3            | 18e                  | 24                   | 40                   | 6                    | 12                   | 22                   | 26                   | 57                   | -31                  | —                     |
| 1977      | 3e Zone 1            | 10e                  | 41                   | 40                   | 16                   | 9                    | 15                   | 51                   | 34                   | +17                  | —                     |
| 1978      | 3e Zone 3            | 24e                  | 27                   | 46                   | 8                    | 11                   | 27                   | 39                   | 70                   | -31                  | —                     |
| 1979      | 3e Zone 1            | 19e                  | 34                   | 46                   | 8                    | 18                   | 20                   | 41                   | 72                   | -29                  | —                     |
| 1980      | 3e Zone 1            | 8e                   | 43                   | 36                   | 19                   | 5                    | 12                   | 66                   | 43                   | +23                  | —                     |
| 1981      | 3e Zone 1            | 17e                  | 13                   | 32                   | 4                    | 5                    | 23                   | 25                   | 67                   | -42                  | —                     |
| 1982      | 3e Zone 1            | 15e                  | 18                   | 30                   | 6                    | 6                    | 18                   | 24                   | 56                   | -32                  | —                     |
| 1983      | 3e Zone 1            | 11e                  | 27                   | 30                   | 9                    | 9                    | 12                   | 27                   | 31                   | -4                   | —                     |
| 1984      | 3e Zone 1            | 3e                   | 43                   | 32                   | 19                   | 5                    | 8                    | 56                   | 29                   | +27                  | —                     |
| 1985      | 3e Zone 1            | 4e                   | 42                   | 32                   | 15                   | 12                   | 5                    | 50                   | 34                   | +16                  | —                     |
| 1986      | 3e Zone 1            | 2e                   | 41                   | 30                   | 17                   | 7                    | 6                    | 39                   | 19                   | +20                  | 32es de finale        |
| 1987      | 3e Zone 1            | 12e                  | 25                   | 32                   | 8                    | 9                    | 15                   | 29                   | 40                   | -11                  | 64es de finale        |
| 1988      | 3e Zone 1            | 16e                  | 31                   | 38                   | 12                   | 7                    | 19                   | 56                   | 61                   | -5                   | 64es de finale        |
| 1989      | 3e Zone 1            | 15e                  | 36                   | 42                   | 15                   | 6                    | 21                   | 41                   | 46                   | -5                   | —                     |
| 1990      | 4e Zone 5            | 15e                  | 24                   | 32                   | 8                    | 8                    | 16                   | 31                   | 48                   | -17                  | —                     |
| 1991      | 4e Zone 5            | 12e                  | 45                   | 42                   | 19                   | 7                    | 16                   | 54                   | 41                   | +13                  | —                     |

#### Période russe
| Saison    | Championnat   | Championnat | Championnat | Championnat | Championnat | Championnat | Championnat | Championnat | Championnat | Championnat | Coupe de Russie     |
| Saison    | Division      | Pos         | Pts         | J           | V           | N           | D           | BP          | BC          | Diff        | Coupe de Russie     |
| --------- | ------------- | ----------- | ----------- | ----------- | ----------- | ----------- | ----------- | ----------- | ----------- | ----------- | ------------------- |
| 1992      | 3e Zone 2     | 7e          | 51          | 42          | 22          | 7           | 13          | 56          | 45          | +11         | —                   |
| 1993      | 3e Zone 3     | 2e          | 49          | 34          | 21          | 7           | 6           | 58          | 15          | +43         | Seizièmes de finale |
| 1994      | 3e Centre     | 9e          | 35          | 32          | 14          | 7           | 11          | 47          | 33          | +14         | Seizièmes de finale |
| 1995      | 3e Centre     | 6e          | 67          | 40          | 19          | 10          | 11          | 61          | 43          | +18         | Seizièmes de finale |
| 1996      | 3e Centre     | 4e          | 92          | 42          | 29          | 5           | 8           | 79          | 38          | +41         | 256es de finale     |
| 1997      | 3e Ouest      | 1er         | 84          | 42          | 26          | 6           | 10          | 80          | 41          | +39         | 256es de finale     |
| 1998      | 2e            | 5e          | 65          | 42          | 18          | 11          | 13          | 65          | 53          | +12         | Huitièmes de finale |
| 1999      | 2e            | 9e          | 64          | 42          | 19          | 7           | 16          | 61          | 51          | +10         | Quarts de finale    |
| 2000      | 2e            | 11e         | 52          | 38          | 13          | 13          | 12          | 45          | 39          | +6          | Seizièmes de finale |
| 2001      | 2e            | 16e         | 40          | 34          | 10          | 10          | 14          | 27          | 35          | -8          | Quarts de finale    |
| 2002      | 3e Ouest      | 2e          | 77          | 38          | 23          | 8           | 7           | 66          | 29          | +37         | Seizièmes de finale |
| 2003      | 3e Ouest      | 1er         | 83          | 36          | 26          | 5           | 5           | 83          | 18          | +65         | 128es de finale     |
| 2004      | 2e            | 13e         | 58          | 42          | 15          | 13          | 14          | 39          | 32          | +7          | Seizièmes de finale |
| 2005      | 3e Ouest      | 13e         | 32          | 32          | 8           | 8           | 16          | 26          | 31          | -5          | Seizièmes de finale |
| 2006      | 3e Ouest      | 18e         | 25          | 34          | 7           | 4           | 23          | 26          | 58          | -32         | 128es de finale     |
| 2007      | 4e Tchernozem | 2e          | 63          | 30          | 18          | 9           | 5           | 71          | 21          | +50         | Tour préliminaire   |
| 2008      | 4e Tchernozem | 5e          | 71          | 34          | 21          | 8           | 5           | 75          | 27          | +48         | —                   |
| 2009      | 4e Tchernozem | 7e          | 39          | 24          | 12          | 3           | 9           | 40          | 24          | +16         | —                   |
| 2010      | 4e Tchernozem | 5e          | 35          | 22          | 11          | 2           | 9           | 27          | 25          | +2          | —                   |
| 2011-2012 | 4e Tchernozem | 8e          | 64          | 42          | 18          | 10          | 14          | 58          | 43          | +15         | —                   |
| 2012-2013 | 3e Centre     | 1er         | 73          | 30          | 22          | 7           | 1           | 74          | 20          | +54         | 256es de finale     |
| 2013-2014 | 2e            | 2e          | 69          | 36          | 21          | 6           | 9           | 62          | 39          | +23         | 32es de finale      |
| 2014-2015 | 1re           | 16e         | 25          | 30          | 7           | 4           | 19          | 20          | 46          | -26         | Quarts de finale    |
| 2015-2016 | 2e            | 2e          | 82          | 38          | 25          | 7           | 6           | 64          | 36          | +28         | 32es de finale      |
| 2016-2017 | 1re           | 14e         | 28          | 30          | 7           | 7           | 16          | 18          | 40          | -22         | Seizièmes de finale |
| 2017-2018 | 1re           | 7e          | 42          | 30          | 12          | 6           | 12          | 35          | 41          | -6          | Seizièmes de finale |
| 2018-2019 | 1re           | 6e          | 46          | 30          | 12          | 10          | 8           | 40          | 33          | +7          | Demi-finales        |
| 2019-2020 | 1re           | 8e          | 38          | 30          | 11          | 5           | 14          | 37          | 41          | -4          | Huitièmes de finale |
| 2020-2021 | 1re           | 14e         | 23          | 30          | 6           | 5           | 19          | 28          | 51          | -23         | Quarts de finale    |
| 2021-2022 | 1re           | 16e         | 23          | 30          | 5           | 8           | 17          | 30          | 59          | -29         | Huitièmes de finale |
| 2022-2023 | 2e            | 13e         | 41          | 34          | 11          | 8           | 15          | 37          | 46          | -9          | 32es de finale      |
| 2023-2024 | 2e            | en cours    | en cours    | en cours    | en cours    | en cours    | en cours    | en cours    | en cours    | en cours    | 16es de finale      |

### Bilan européen
L'Arsenal prend part à une compétition européenne pour la première fois de son histoire en se qualifiant pour la Ligue Europa 2019-2020 à la faveur d'une sixième place dans le championnat russe 2018-2019. Il y fait son entrée lors du deuxième tour de qualification face à l'équipe azérie du Neftchi Bakou, où il est cependant très vite éliminé après avoir concédé une défaite 1-0 à domicile suivi d'un autre revers plus large à l'extérieur sur le score de 3-0.
Note : dans les résultats ci-dessous, le score du club est toujours donné en premier.
| Saison    | Compétition  | Tour            | Adversaire    | Domicile | Extérieur | Total |
| --------- | ------------ | --------------- | ------------- | -------- | --------- | ----- |
| 2019-2020 | Ligue Europa | Deuxième tour Q | Neftchi Bakou | 0 - 1    | 0 - 3     | 0 - 4 |

Légende
- Victoire ou qualification pour le tour suivant
- Match nul
- Défaite ou élimination de la compétition

## Personnalités du club

### Entraîneurs
La liste suivante présente les différents entraîneurs du club depuis 1949 :
- Vladimir Ieriomitchev (1949-1950)
- N. G. Kamenski (1951)
- Vladimir Ieriomitchev (1952-1954)
- Dmitri Smirnov (1959)
- Viktor Sokolov (juillet 1959-1960)
- Vladimir Pobrikov (1961-septembre 1962)
- Guennadi Zaïtsev (septembre 1962-juillet 1964)
- Alekseï Vodiaguine (juillet 1964-août 1968)
- Vladimir Bolotov (août 1968-1972)
- Anatoli Nikitchik (1973-juillet 1974)
- Gueorgui Mazanov (juillet 1974-juillet 1975)
- Iouri Lopatchiov (juillet 1975-juillet 1978)
- Vladimir Aliokhine (juillet 1978-novembre 1978)
- Veniamine Krylov (1979-juillet 1981)
- Vladimir Bolotov (juillet 1981-juillet 1983)
- Ivan Zolotoukhine (juillet 1983-juillet 1987)
- Leonid Lipovoï (juillet 1987-1988)
- Viktor Papaïev (janvier 1989-juillet 1989)
- Sergueï Igoumine (juillet 1989-décembre 1989)
- Viktor Loukachenko (janvier 1990-août 1990)
- Vladimir Aliokhine (août 1990-1992)
- Alekseï Petrouchine (1993-septembre 1994)
- Vladimir Babanov (octobre 1994-décembre 1994)
- Anatoli Polossine (janvier 1995-août 1995)
- Valeri Nenenko (septembre 1995-décembre 1995)
- Guennadi Kostylev (janvier 1996-septembre 1996)
- Vladimir Babanov (septembre 1996-décembre 1996)
- Yevhen Kucherevskyi (1997-mai 1999)
- Vladimir Afonski (juin 1999)
- Leonid Buryak (juin 1999-septembre 1999)
- Vladimir Afonski (septembre 1999-novembre 1999)
- Vladimir Iourine (novembre 1999-mars 2000)
- Valeri Tretiakov (mars 2000-mai 2001)
- Vladimir Fedotov (mai 2001-décembre 2001)
- Valeri Tretiakov (janvier 2002-décembre 2003)
- Boris Soutkalov (décembre 2003-décembre 2004)
- Vladimir Babanov (décembre 2004-avril 2005)
- Iouri Tcherevski (avril 2005-décembre 2006)
- Vladimir Dorofeïev (février 2007-avril 2007)
- Valeri Khmykine (avril 2007-décembre 2007)
- Aleksandr Tchimbiriov (2008-février 2011)
- Vladimir Babanov (février 2011-novembre 2011)
- Dmitri Alenitchev (novembre 2011-juin 2015)
- Viktor Boulatov (juin 2015-février 2016)
- Sergueï Pavlov (février 2016-octobre 2016)
- Sergueï Kiriakov (octobre 2016-mai 2017)
- Miodrag Božović (juin 2017-mai 2018)
- Oleg Kononov (mai 2018-novembre 2018)
- Igor Tcherevtchenko (novembre 2018-juillet 2020)
- Sergueï Podpaly (juillet 2020-novembre 2020)
- Dmytro Parfenov (novembre 2020-septembre 2021)
- Miodrag Božović (septembre 2021-juin 2022)
- Oleg Kononov (juin 2022-janvier 2023)
- Aleksandr Storojouk (depuis janvier 2023)

### Joueurs emblématiques
Les joueurs internationaux suivants ont joué pour le club. Ceux ayant évolué en équipe nationale lors de leur passage à l'Arsenal sont marqués en gras.
URSS/Russie
- Zelimkhan Bakaïev
- Aleksandr Chechoukov
- Artyom Dziouba
- Aleksandr Filimonov
- Sergueï Filippenkov
- Vladimir Gaboulov
- Vadim Ievseïev
- Dmitri Khlestov
- Valeri Kleïmionov
- Dmitri Kuznetsov
- Ilia Maksimov
- Ramiz Mamedov
- Mukhsin Mukhamadiev
- Ivan Novosseltsev
- Valeri Shmarov
- Egor Titov

Pays de l'ex-URSS
- Tigran Petrosyants
- Vladislav Kadyrov
- Dmitri Balachov
- Vladimir Korytko
- Andreï Kovalenko
- Gia Grigalava
- Edik Sajaia
- Konstantin Ledovskikh
- Viktor Zubarev
- Valeriu Catînsus
- Khakim Fuzailov
- Yuriy Hrytsyna
- Dmytro Parfenov
- Oleksandr Pryzetko
- Oleksandr Svystunov

Europe
- Mihail Aleksandrov
- Georgi Kostadinov
- Aleksandrs Jeļisejevs
- Darius Gvildys
- Luka Đorđević
- Mladen Kašćelan
- Goran Vujović
- Alexandru Bourceanu
- Florin Costea
- Ján Mucha
- Lukáš Tesák

Afrique
- Emmanuel Frimpong
- Evans Kangwa
- Stoppila Sunzu

Amérique
- Felicio Brown Forbes

## Identité visuelle

Ancien logo
Logo depuis 2012